# Isia
Isia é um gênero de traça pertencente à família Arctiidae.